# Musile di Piave
Musile di Piave (velenceiül El Muziłe vagy Musil) település Olaszországban, Veneto régióban, Velence megyében. Lakosainak száma 11 372 fő (2023. január 1.). Musile di Piave Fossalta di Piave, Meolo, San Donà di Piave, Jesolo, Quarto d'Altino és Velence községekkel határos.

## Népesség
A település népességének változása:
| Lakosok száma | 11 443 | 11 461 | 11 372 |
|               | 2017   | 2018   | 2023   |